# Житченко Василь Андрійович
Житченко (Жидченко) Василь Андрійович (28 (16).08.1889 -м. Кролевець Сумської області — 20.10.1977 — там само).
В 1924 р. придбав першу бандуру і почав вчитися грати, спершу у бандуриста Соколовського, потім у конотопського майстра гри Полтавського, згодом у П. П. Кононенка.
Організував і керував ансамблем бандуристів при Конотопському арматурному заводі. Виступав часто і як соліст-бандурист.
В 1937 р. в Інституті мистецтвознавства, фольклору і етнографії в Києві від нього записано ряд творів. В репертуарі — народні пісні та старовинні романси. Автор творів "Мати з фронтом розмовляє" (1943), "Дума про Україну" (1925, в співавторстві з П. П. Кононенком).